# 1549

## أحداث
- تأسيس مدينة خاين، بيرو وتقع حاليا في بيرو.
- 6 أكتوبر: تأسيس مدينة محافظة زامورا وتقع حاليا في الإكوادور.
- دخول السعديين إلى مدينة فاس

## مواليد
- فرديناندو الأول دي ميديشي

## وفيات
- أبو العباس أحمد بن محمد، سلطان المغرب الوطاسي.